# Acrolepidae
De Acrolepidae zijn een familie van uitgestorven straalvinnige beenvissen. Geslachten verwezen naar Acrolepidae, leefden van het Vroeg-Carboon tot het Vroeg-Trias. Het waren nektonische carnivoren met een spoelvormig lichaam.
De Acrolepidae kunnen nauw verwant zijn aan de vroege Ptycholepididae uit het Mesozoïcum.

## Taxonomie
- Geslacht Acrolepis Agassiz, 1843
  - Acrolepis frequens Yankevich, 1996
  - Acrolepis gigas Frič, 1877
  - Acrolepis hamiltoni Johnston & Morton, 1890
  - Acrolepis hopkinsi M'Coy, 1848
  - Acrolepis hortonensis Dawson, 1868
  - Acrolepis? laetus Lambe, 1916 [Pteronisculus? laetus]
  - Acrolepis languescens Yankevich, 1996
  - Acrolepis ortholepis Traquair, 1884
  - Acrolepis sedgwicki Agassiz, 1843 (type species)
  - Acrolepis semigranulosa Traquair, 1890
  - Acrolepis tasmanicus Johnston & Morton, 1891
  - Acrolepis wilsoni Traquair, 1888
- Geslacht Acropholis Aldinger, 1937
  - Acropholis stensioei Aldinger, 1937 (type species)
- Geslacht Namaichthys Gürich, 1923
  - Namaichthys digitata (Woodward, 1890)
  - Namaichthys schroederi Gürich, 1923 (type species)
- Geslacht Plegmolepis Aldinger, 1937
  - Plegmolepis groenlandica Aldinger, 1937
  - Plegmolepis kochi Aldinger, 1937 (type species)
- Geslacht Reticulolepis Westoll, 1934
  - Reticulolepis exsculpta (Kurtze, 1839)